# Mickey Mantle
Mickey Charles Mantle (Spavinaw, 20 ottobre 1931 – Dallas, 13 agosto 1995) è stato un giocatore di baseball statunitense che ha giocato nel ruolo di esterno nella Major League Baseball (MLB).
Soprannominato The Mick e la Cometa di Commerce, giocò per l'intera carriera, dal 1951 al 1967, per i New York Yankees. È stato inserito nella Hall of Fame nel 1974. Nato a Spavinaw, in Oklahoma, Mantle fu cresciuto dal padre per diventare un giocatore di baseball professionista e fu allenato per diventare uno switch hitter, capace di battere con entrambe le mani. Nonostante una carriera costellata di infortuni, iniziando con l'infortunio al ginocchio alle World Series del 1951, divenne uno dei più grandi giocatori offensivi della storia del baseball ed unico ad ottenere 150 fuoricampo da entrambi i lati del piatto di casa.
Dopo il ritiro, Mantle lavorò per un breve periodo come commentatore per la NBC. Nonostante sia stato uno degli atleti più pagati della sua epoca, ebbe diversi problemi economici a causa di affari e attività imprenditoriali non andati a buon fine. La sua vita privata fu molto travagliata: il matrimonio fallì a causa dei suoi problemi di alcolismo e di infedeltà, e tre dei suoi figli divennero alcolizzati, due morendo a causa dei continui abusi di alcol. 
Nei suoi ultimi anni, Mantle ebbe molti rimpianti relativi allo stile di vita avuto e ai danni che esso aveva provocato alla sua famiglia.
Ricoverato per alcolismo avvertì gli altri del pericolo che costituiva dicendo ai fan di 'non fare come me'. Morì di cancro al fegato a causa dell'alcolismo a Dallas, in Texas, a 63 anni.

## Carriera
Mickey Mantle ha passato la sua intera carriera professionale (18 anni) nei New York Yankees, vincendo 3 premi di MVP dell'American League e partecipando a 20 All-Star Game. Nel 1956 vinse la tripla corona dei battitori dell'American League, venendo premiato nello stesso anno come atleta maschile dell'anno dall'Associated Press. Nel 1999 fu inserito nella formazione del secolo della MLB e, nello stesso anno, The Sporting News lo inserì al 17º posto nella classifica dei classifica dei migliori cento giocatori di tutti i tempi.

## Record delle World Series
Mantle ha vinto per 7 volte le World Series, delle quali detiene i seguenti record:
- Fuoricampo (HR) (18)
- Punti battuti a casa (RBI) (40)
- Punti segnati (R) (42)
- Basi ball (BB) (43)
- Basi totali (TB) (123)

## Palmarès

### Club
- World Series: 7

New York Yankees: 1951, 1952, 1953, 1956, 1958, 1961, 1962

### Individuale
- MVP dell'American League: 3

1956, 1957, 1962
- MLB All-Star: 20

1952–1965, 1967, 1968
- Tripla Corona: 1

1956
- Guanti d'oro: 1

1962
- Miglior battitore dell'American League: 1

1956
- Leader dell'American League in fuoricampo: 4

1955, 1956, 1958, 1960
- Leader dell'American League in punti battuti a casa: 1

1956
- Atleta maschile dell'anno dell'Associated Press: 1

1956
- Numero 7 ritirato dai New York Yankees
- Major League Baseball All-Century Team